# 남계영
남계영(南季瑛, ?~?)는 조선의 문신이다. 1423년에 생원이 되고, 1427년, 친시 문과에 을과로 장원급제하였다. 1432년에 안숭선(安崇善), 정초(鄭招), 김종서(金宗瑞) 등이 학술에 밝고 역산에 정통하다고 다시 서용할 것을 주장하였으며, 이후 병조정랑, 밀양부사, 예문관직제학을 봉상시주부를 지냈으며, 효령대군(孝寧大君)의 자녀 교육을 맡기도 했다.